# Norges U/17-fodboldlandshold
Norges U/17-fodboldlandshold er Norges landshold for fodboldspillere, som er under 17 år. Landsholdet bliver administreret af Norges Fotballforbund.